# Liste der Monuments historiques in Osenbach
Die Liste der Monuments historiques in Osenbach führt die Monuments historiques in der französischen Gemeinde Osenbach auf.

## Liste der Bauwerke
| Bezeichnung       | Beschreibung | Standort               | Kennzeichnung | Schutzstatus | Datum | Bild           |
| ----------------- | --- | ---------------------- | ------------- | ------------ | ----- | -------------- |
| Kirche St-Étienne | Turm und ehemaliger Chor (heute Sakristei) aus der ersten Hälfte des 12. Jahrhunderts, Schiff und Chor von 1822 bis 1824 erbaut | Rue de l’Église (Lage) | PA00085578    | Inscrit      | 1976  | weitere Bilder |